# Beardoholic
Beardoholic es una marca estadounidense de cuidado y aseo de la barba que ofrece productos para los entusiastas de la barba y consejos de expertos sobre el mantenimiento y el crecimiento del vello facial.

## Historia
Comenzaron en 2012 y muy pronto, en 2015, lanzaron su sitio web. Beardoholic es una comunidad formada por barberos, peluqueros y escritores apasionados que celebran el arte del aseo, las barbas y los peinados. Tienen su sede en Austin, Texas, Estados Unidos.
Además de proporcionar consejos de aseo, técnicas de peinado, las últimas tendencias en cortes de pelo y reseñas de productos, también ofrecen una amplia variedad de productos para la barba, como bálsamos, peines, cera, cepillos e incluso tijeras especializadas.
En el año 2023, Beardoholic ha expandido sus oficinas tanto en Estados Unidos como en Europa.